# テバ・ファーマシューティカル・インダストリーズ
テバファーマスーティカル・インダストリーズ（英語: Teva Pharmaceutical Industries Ltd、ヘブライ語: טבע תעשיות פרמצבטיות בע"מ）は、イスラエルの製薬会社。世界15位の医薬品メーカーであり、かつ後発医薬品メーカーでは世界最大である 。
1901年創業。本社はペタク・チクヴァにある。従業員は総数約40039人。売上高は168億ドル（2019年）。ナスダック100指数に組み入れられている。
世界規模で事業を展開している製薬会社である。近年、興和、大洋薬品工業など名古屋の製薬会社との提携を足がかりに、日本への営業展開を促進している。

## 歴史
- 1901年 - エルサレムで創業。

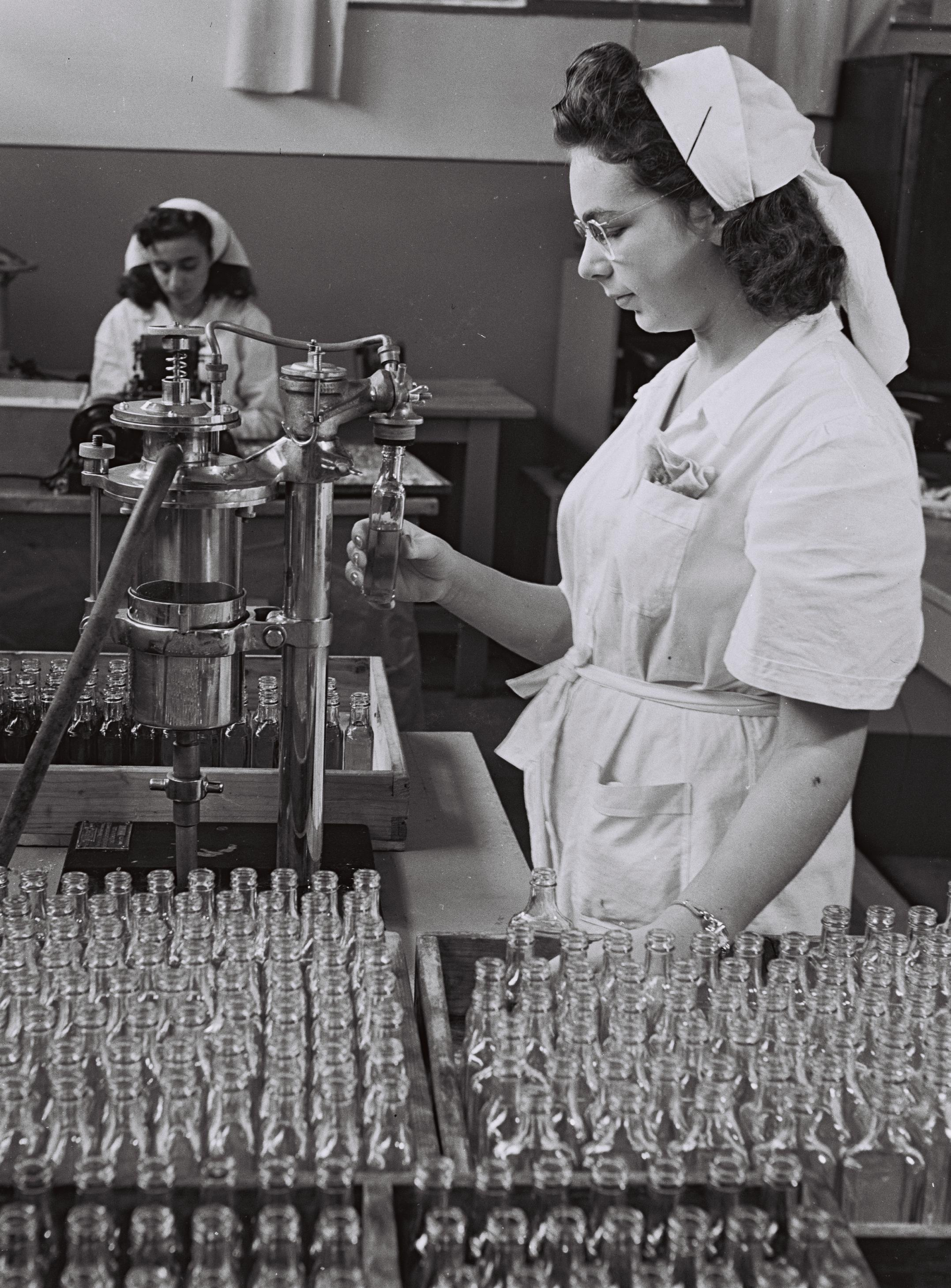
工場で働くテバファーマスーティカル・インダストリーズの従業員（1930年代）

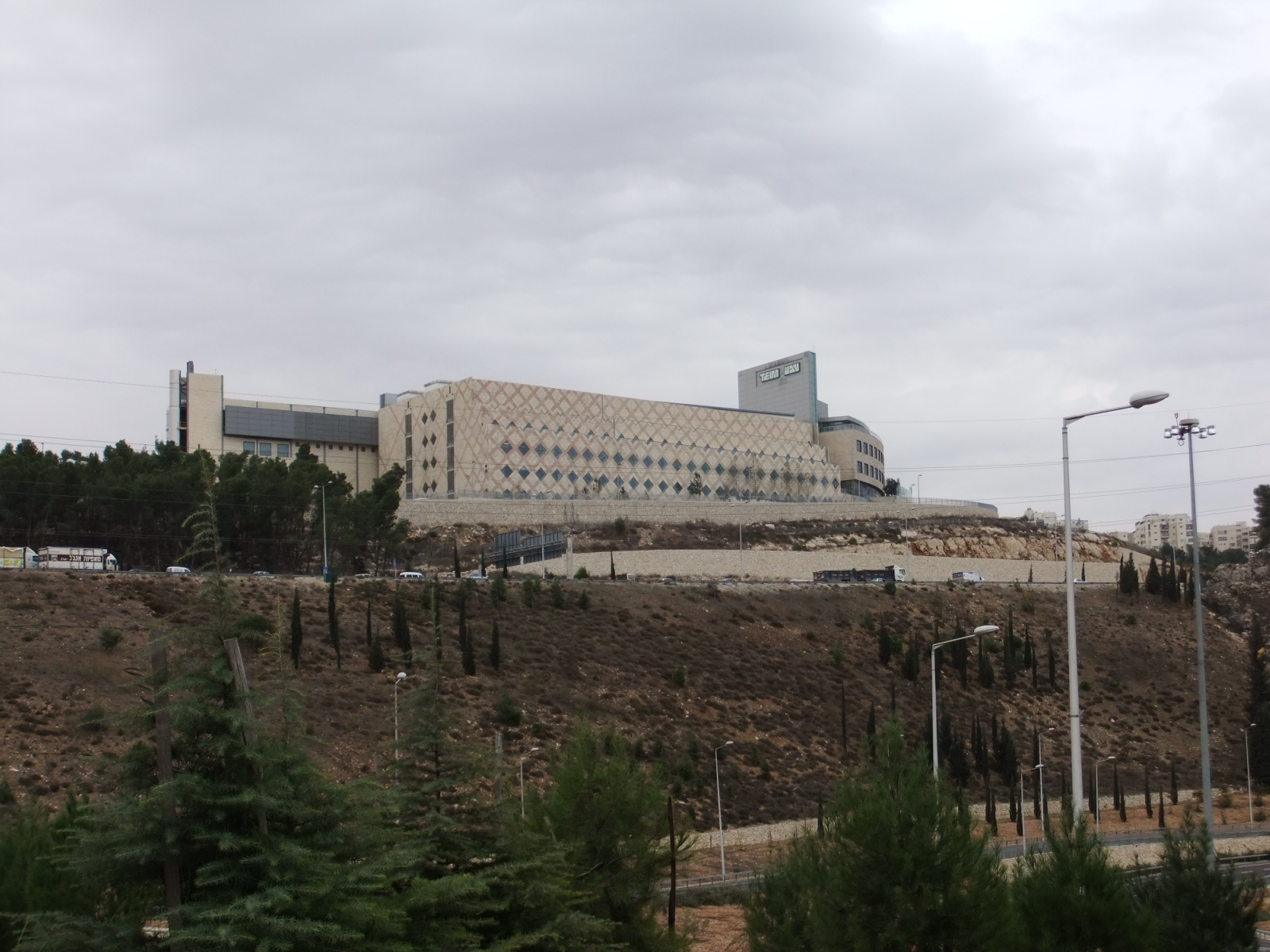
イスラエルにあるテバファーマスーティカル・インダストリーズの工場

- 2008年秋 - 非定型抗精神病薬であるリスペリドンのジェネリック医薬品を発売した。
- 2011年 - 米国プロクター・アンド・ギャンブル社（P&G）の北米を除くOTC事業[注 1]を統合し、新会社「PGTヘルスケア」（本社：スイス、ジュネーヴ）を設立した。

## 日本での事業展開
日本でのグループ会社は武田テバファーマ（旧・大洋薬品→テバ製薬）、武田テバ薬品、テバエーピーアイの3社である。
テバ製薬設立後は、本社を名古屋市にある旧・大洋薬品本社ビルに設置、新たに全国6支店（北日本、関東、東京、名古屋、大阪、西日本）29営業所を展開し、2015年の売上高1000億円達成を目標とするなど、早期の規模拡大を掲げている。
2009年には興和株式会社との合弁会社である興和テバ株式会社を設立した。2011年には大洋薬品工業と資本提携、事実上の子会社とすることを発表。9月26日に興和との合弁事業の解消を発表。これにより興和テバはテバ・ファーマスーティカル・インダストリーズの100%出資会社となった。11月21日には、同じく子会社化している大洋薬品と興和テバを統合再編し、テバ製薬を設立すると発表した。
統合後の売上高は700億円程度となり、国内トップのジェネリック医薬品企業となる。
2024年5月8日に開かれた2024年第1四半期の業績説明会で、日本におけるジェネリック医薬品事業を2025年中の他社への売却を検討していることを明らかにした。